# Zofia Heska
Zofia Luiza Elżbieta von Hessen-Darmstadt (6 lipca 1670 - 2 czerwca 1758) - księżniczka heska, córka Ludwika VI Hessen-Darmstadt i jego żony Elżbiety.
11 października 1688 poślubiła księcia Oettingen Alberta Ernesta II. Mieli dwoje dzieci:
- Alberta Ernesta
- Elżbietę Fryderykę